# Anna Chandy
Anna Chandy, född 1905, död 1996, var en indisk jurist.
Hon blev 1937 landets första kvinnliga domare, och det brittiska imperiets andra. 